# マーマデューク・ラングデイル (第3代ホームのラングデイル男爵)
第3代ホームのラングデイル男爵マーマデューク・ラングデイル（英語: Marmaduke Langdale, 3rd Baron Langdale of Holme、1718年12月12日没）は、イギリスの貴族。

## 生涯
第2代ホームのラングデイル男爵マーマデューク・ラングデイルとエリザベス・サヴェージ（Elizabeth Savage、1685年3月23日以降没）の長男として生まれた。
1703年2月25日に父が死去すると、ホームのラングデイル男爵の爵位を継承したが、カトリックだったため貴族院への就任に必要な宣誓ができなかった。1708年3月17日、ジェームズ老僭王のスコットランド侵攻計画への加担を疑われて逮捕され、ビヴァリーに投獄された。ラングデイルは逮捕を貴族特権への侵害であるとして貴族院に訴えたが、貴族院からはラングデイルが貴族院議員ではないとして却下された。
1718年12月12日にヨークで死去、サンクトンで埋葬された。

## 家族
フランシス・ドレイコット（Frances Draycott、サー・リチャード・ドレイコットの娘）と結婚、1男2女を儲けた。
- マーマデューク（1771年没） - 第4代ホームのラングデイル男爵
- エリザベス - 1701年2月21日、ピーター・ミドルトン（Peter Middleton、1654年頃 – 1714年7月28日）と結婚、子供あり
- フランシス - ニコラス・ブランデル（Nicholas Blundell）と結婚